# Vigevano
Vigevano is een stad in de Noord-Italiaanse provincie Pavia (regio Lombardije). De stad is de officieuze hoofdstad van de streek Lomellina. Vigevano is gesticht door de Romeinen maar groeide het meest onder het bewind van de Visconti en de Sforza. Tegenwoordig is Vigevano een belangrijke industrieplaats die vooral in de schoenenindustrie gespecialiseerd is.
In de vijftiende eeuw werden de monumenten rondom het Piazza Ducale gebouwd in opdracht van Ludovico il Moro. In het begin van de 20e eeuw werd het plein verfraaid met geometrische mozaïeken. Hiervoor werden witte en zwarte steentjes uit de nabije rivier de Po gebruikt. De twee belangrijkste gebouwen aan dit plein zijn de Duomo of Cattedrale di Sant’Ambrogio met zijn renaissancegevel, en de Torre del Bramante.

## Foto's

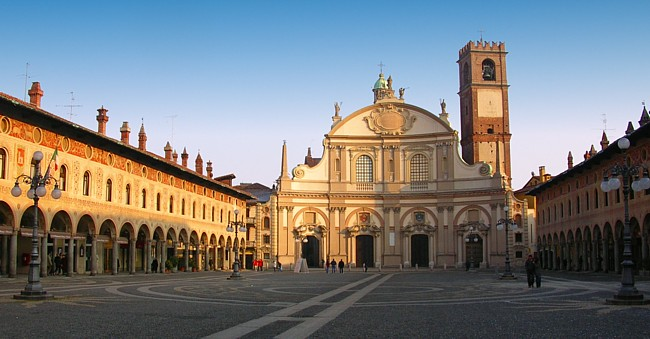
Piazza Ducale

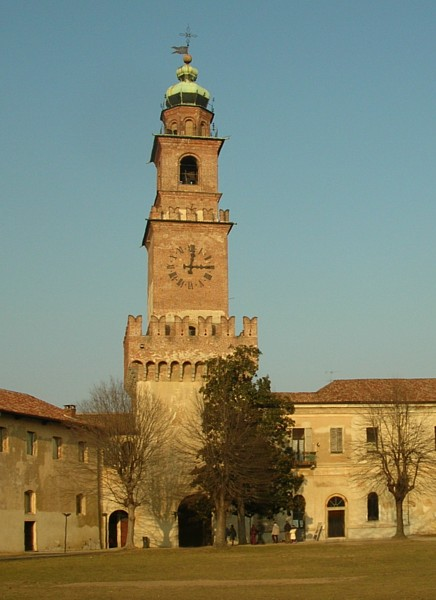
Torre del Bramante

## Geboren in Vigevano
- Ludovico Sforza (1452-1508), hertog van Milaan
- Eleonora Duse (1858-1924), toneelspeelster
- Roberto Ago (1907-1995), rechtsgeleerde, hoogleraar en rechter
- Christian Capone (1999), voetballer